# Micrurus paraensis
Micrurus paraensis là một loài rắn trong họ Rắn hổ. Loài này được Da Cunha & Nascimento mô tả khoa học đầu tiên năm 1973.